# クラーク (マスコットキャラクター)

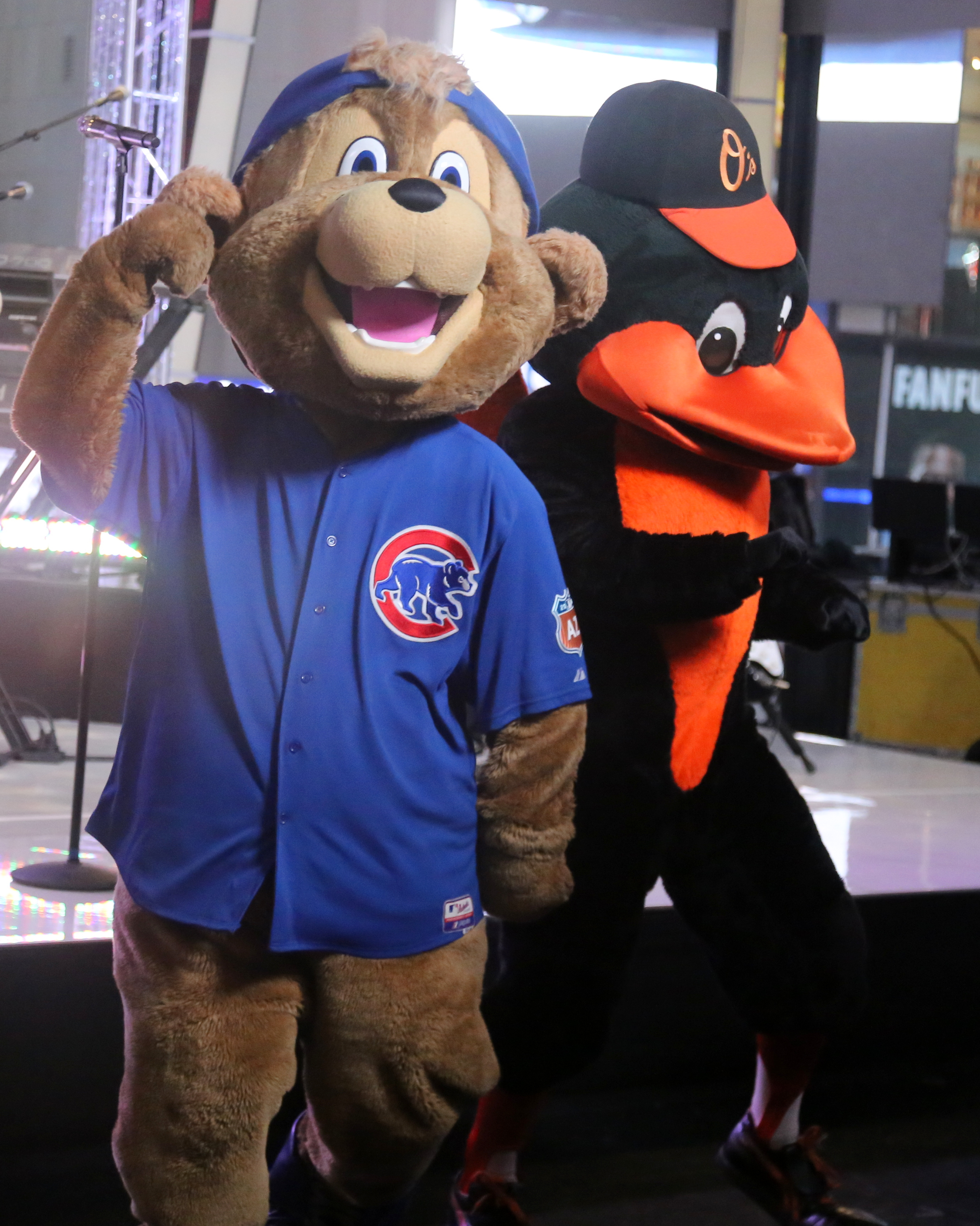

クラーク（Clark）は、MLB・シカゴ・カブスの球団マスコットキャラクターであり、熊をモチーフとしている。

## 概要・特徴
クラークは2014年1月13日にお披露目された20世紀以降ではカブス球団初となるマスコットキャラクターである。なお、名前の由来はカブスの本拠地であるリグレー・フィールドに近いクラーク通りからきている。

## プロフィール
球団公式ホームページによるプロフィールは以下の通り。
- 身長：平均的な熊より低い
- 体重：平均的な熊より軽い
- 背番号：1
- 投打：右投右打
- 捕球：Bear-handed
- 好きな色：カブスの球団カラーであるブルー
- 好きな休暇地：アリゾナ州メサ
- 好きな歌：”Go Cubs Go”（球団応援歌）
- 誕生日：8月（生年不明）
- 好きなアイスクリームのフレーバー：チョコレート
- 家：自身のクラブハウス
- 好きな映画：がんばれ!ルーキー